# کمال قاسی سعید
کمال قاسی سعید (انگلیسی: Kamel Kaci-Saïd؛ زادهٔ ۱۳ فوریهٔ ۱۹۶۷) بازیکن سابق و مربی فوتبال اهل الجزایر است.
از باشگاه‌هایی که در آن بازی کرده‌است می‌توان به باشگاه ورزشی زمالک اشاره کرد.
وی همچنین در تیم ملی فوتبال الجزایر بازی کرده‌است.